# Estelle Massey Osborne
Estelle Massey Riddle Osborne (* 3. Mai 1901 in Palestine (Texas); † 12. Dezember 1981 in Oakland (Kalifornien)) war eine afroamerikanische Krankenschwester und Hochschullehrerin. Sie arbeitete in verschiedenen Organisationen an der Beendigung der Rassendiskriminierung innerhalb der professionellen Pflege und wurde dafür vielfach ausgezeichnet.

## Werdegang
Estelle Massey Riddle Osborne (geb. Massey) wurde am 3. Mai 1901 in Palestine, Texas als achtes von elf Kindern von Hall und Bettye Estelle Massey geboren. Ihre Eltern, obwohl ungebildet, glauben fest an die Kraft der Bildung und alle ihre älteren Töchter wurden Lehrerinnen. Osborne besuchte das afroamerikanische Prairie View State Normal and Industrial College in Prarie View, Texas. Sie erhielt ein Diplom als Lehrerin und begann in einer kleinen ländlichen Schule zu unterrichten. Nachdem sie in der Schule Zeugin einer Schießerei wurde, gab sie das Unterrichten auf und zog zu ihrem Bruder, einem Zahnarzt nach St. Louis. Dort besuchte Osborn die erste Pflegeklasse die am St. Louis City Hospital #2 angeboten wurde. Nach ihrem Examen 1923 bekam sie im selben Krankenhaus, das nur schwarze Patienten behandelte, eine Stelle als Oberschwester.
Osborn zog 1926 oder 1927 nach Kansas City (Missouri) und unterrichtete an der Lincoln School of Nursing Pflege und Hygiene. Während der Sommerpausen nahm sie Kurse am Teachers College der Columbia University. Sie beantragte schließlich ein Stipendium des Rosenwald Fund um in Vollzeit studieren zu können. Osborne erreichte 1930 den Bachelorabschluss und 1931 erlangte sie als erste Afroamerikanerin einen Master in Pflegepädagogik. Sie heiratete Dr. Bedford N. Riddle 1932, die Ehe wurde jedoch wieder geschieden.
Osborne wurde, wieder als erste Schwarze, die Ausbildungsleiterin am Freedmen's Hospital in Washington, D.C., bald danach wurde sie zur Präsidentin der National Association of Colored Graduate Nurses (NACGN)  gewählt. Diese Aufgabe nahm sie von 1934 bis 1939 wahr. 1941 wurde Osborne in das National Nursing Council for War Service (dt. Nationales Pflegekonzil für den Kriegsdienst) berufen, als erste Afroamerikanerin, die einen nationalen Beraterposten erhielt. In Erwartung des Zweiten Weltkrieges wurde Osborne damit beauftragt zu untersuchen, wie schwarze Pflegekräfte in die Streitkräfte integriert werden könnten. Zu der Zeit waren praktisch keine schwarzen Pflegekräfte in der Armee oder der Marine, also übte Osborne Druck auf die Verantwortlichen aus, damit die Politik der Rassendiskriminierung in der Pflege beendet wurde. Sie versammelte andere Pflegeorganisationen hinter sich, um die Bildungseinrichtungen zu überzeugen, afroamerikanische Pflegestudentinnen zuzulassen. Bis zum Ende des Krieges hatten 20 Pflegeschulen begonnen schwarze Studentinnen zuzulassen, und der Ausschluss afroamerikanischer Schwestern wurde sowohl bei Armee wie auch Marine beendet.
Im Jahr 1945 wurde Osborne die erste schwarze Ausbilderin am New York University’s Department of Nursing Education. Sie heiratete 1947 Herman Osborne, auch die zweite Ehe blieb kinderlos. Die Universität of Maryland ernannte Osborne 1954 zur außerordentlichen Professorin. Sie starb am 12. Dezember 1981 in Oakland, Kalifornien.

## Mitgliedschaften
- Präsidentin der National Association of Colored Graduate Nurses (NACGN), 1934–1939[1][5]
- American Nurses Association Vorstandsmitglied (Erste gewählte afroamerikanische Offizielle der ANA), 1948–1952[1][5]
- ANA Delegierte für das International Council of Nurses, 1949[2]
- National League for Nursing Stellvertretende Direktorin, 1959[1][2]
- National Council of Negro Women[2]
- Key Women of Greater New York[2]
- National Association for the Advancement of Colored People (NAACP)[2]
- National Urban League[2]

## Auszeichnungen
- Mary Mahoney Award, 1946[4]
- New York University Nurse of the Year, 1959[4]
- Teachers College Nursing Education Alumni Association Ehrenmitgliedschaft, 1976[4]
- American Academy of Nursing Ehrenmitgliedschaft, 1978[4]
- Estelle M. Osborne Memorial Scholarship, 1982[6]
- American Nurses Association Hall of Fame, 1984[6]
- New York University jährlich: Estelle Osborne Celebration seit 1991[7]
- Chi Eta Phi (Omicron Chapter) Ehrenmitgliedschaft[4]